# Калироја
Калироја, (грч. Καλλιρόη) (лат. Callirhoe) је име једне Океаниде и једне нимфе.

## Океанида Калироја
Калироја је била кћерка титана Океана и његове жене Теје.
Калироја је имала три мужа — Хриосара, Посејдона и Нелиса, и са сваким од њих имала децу.
Калироја и Хриосар:
- Ехидна  (грч. Έχιδνα) — наказна неман
- Герион (грч. Geryones) — тротелеснои див

Калироја и Посејдон:
- Минија (грч. Μινύας) — краљ Орхомена у Беотији, праотац племена Минајаца

Калироја и Нелис:
- Циона

## Нимфа Калироја
У Атини је нимфи Калироји био посвећен извор у чијој су се води купале невесте пре венчања.
У близини тог храма је Деукалион, са својом женом Пиром, после великог потопа света, подигао је храм у част олимпског бога Зевса.
Ограду храма, из старог века, уништила је поплава из 1896. године.